# Atethmia syriaca
Atethmia syriaca är en fjärilsart som beskrevs av Gsth. Atethmia syriaca ingår i släktet Atethmia och familjen nattflyn. Inga underarter finns listade i Catalogue of Life.